# Janove Ottesen
Janove Ottesen, właśc. Jan Ove Ottesen (ur. 27 sierpnia 1975 w Bryne), norweski muzyk, wokalista, gra również na gitarze i baryłce. Ottesen porzucił szkolenie wojskowe na rzecz swojej już wtedy ukochanej fisharmonii. Janove jest twórcą wielu utworów zespołu Kaizers Orchestra. Energia, jaką eksploduje podczas występów pomogła zespołowi uzyskać opinię zespołu, który świetnie sprawdza się na żywo. Poza pracą nad materiałem dla Kaizers Orchestra, Janove zajmuje się realizowaniem swoich projektów filmowych oraz karierą solową. Co roku, począwszy od 2000 wydaje albumy i EP. Jest żonaty i ma dwoje dzieci.